# Le Château d'Hadleigh
Le Château d'Hadleigh est un tableau du peintre britannique John Constable réalisé en 1829. Cette huile sur toile est un paysage qui représente les ruines du château d'Hadleigh (en), dans l'Essex, en Angleterre, avec à l'arrière-plan l'estuaire de la Tamise. Sa composition est reprise de celle de croquis réalisés sur place dès 1814. Don de Paul Mellon en 1977, elle est conservée depuis lors au Centre d'art britannique de Yale, à New Haven, dans le Connecticut, aux États-Unis.

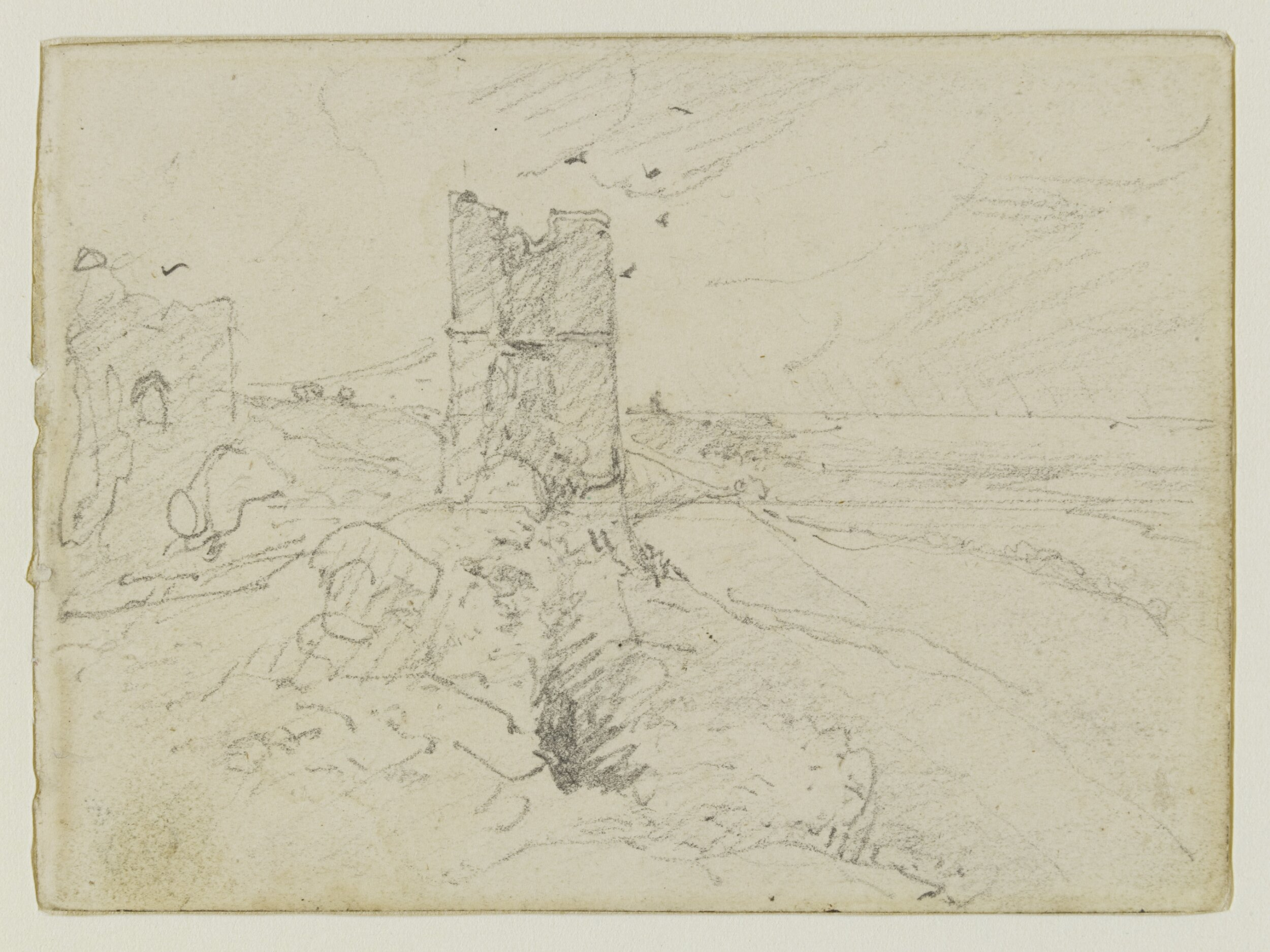
Croquis au Victoria and Albert Museum, à Londres.
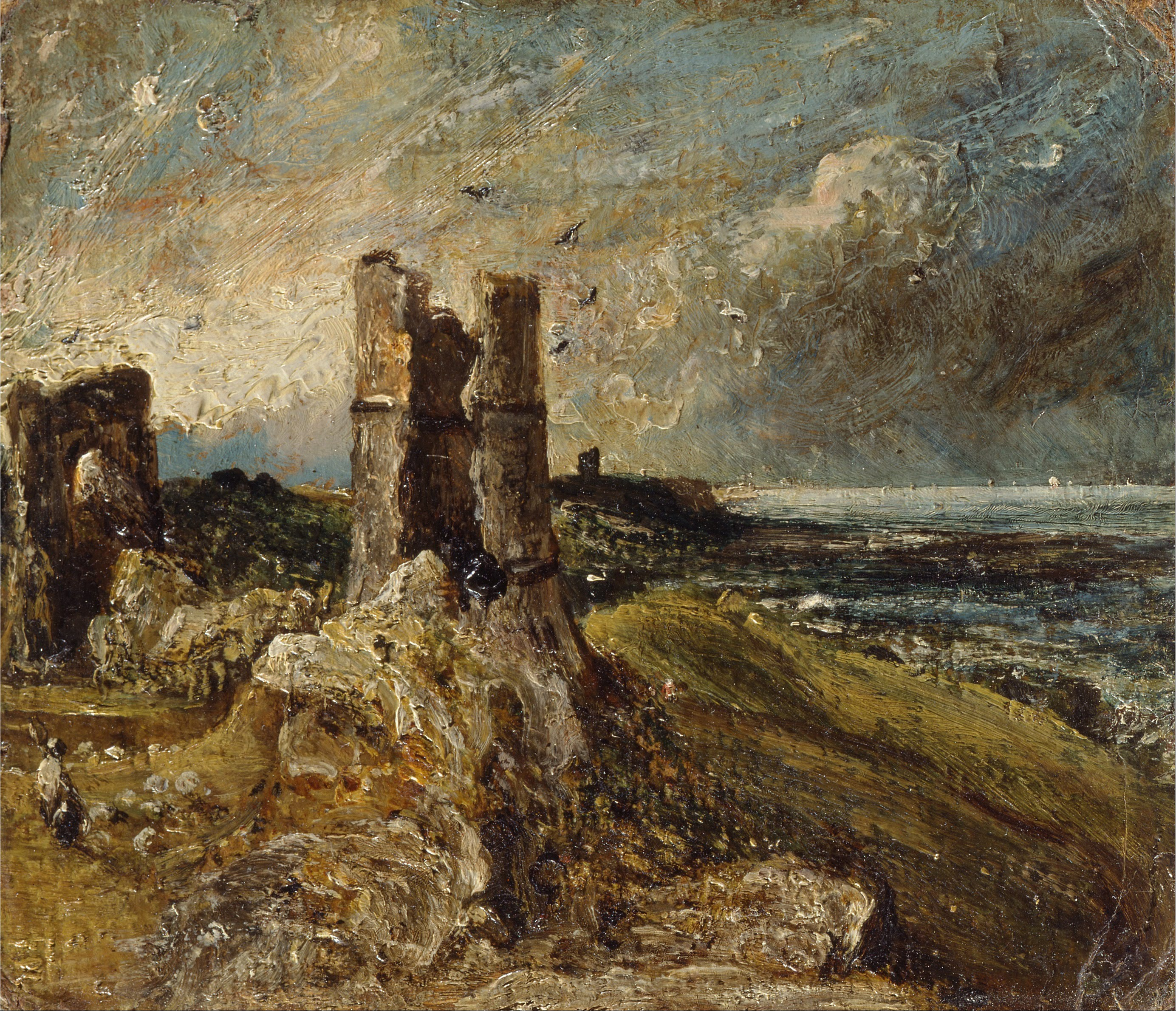
Esquisse au Centre d'art britannique de Yale, à New Haven.
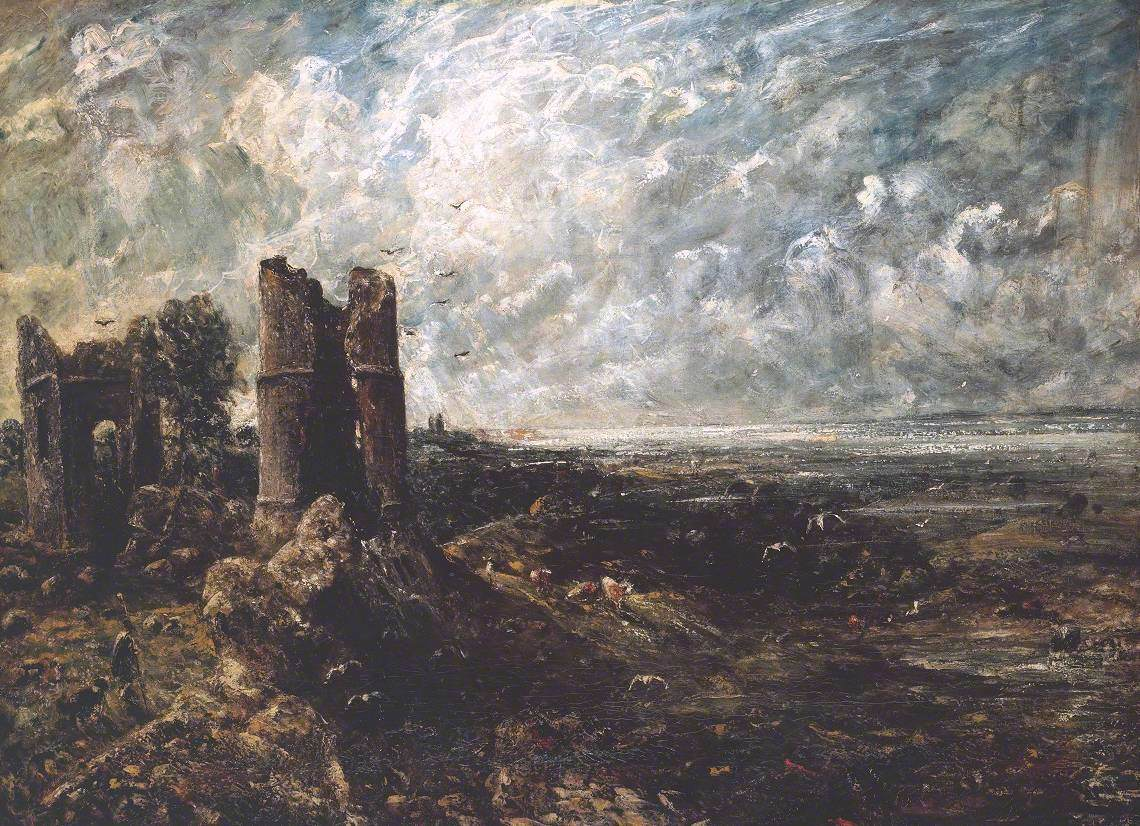
Étude à la Tate Britain, à Londres.